# Teaterkontoret
Teaterkontoret var en sammanslutning av de fria teatergrupperna Teater Arken, Teater Glädjetår, Ros & Dynamit och gycklargruppen Bröderna Florin. Lokalerna, inkluderande hemmascenen och ett omfattande kostymförråd, ligger i anslutning till Sundsgården utanför Helsingborg. Idag används vanligen namnet Teater Arken istället för Teaterkontoret. Teater Arken/Teaterkontoret har som mål att skapa resurser och bistå med kunskap som behövs för att ta fram och administrera produktioner och driva projekt inom svensk och internationell scenkonst. En stor del av Teater Arkens/Teaterkontorets verksamhet består av att tillhandahålla teaterteknik och produktionstekniskt kunnande. Sundsgårdens folkhögskola baserar också sina teaterutbildningar på dess kompetens och möjlighet till praktik. Sedan 2001 arrangerar Teater Arken/Teaterkontoret teaterfestivalen Frotté. Teater Arkens grundare är Ingvar Rimshult.